# ألان كافان
ألان كافان (بالإنجليزية: Allan Cavan)‏ مواليد 25 مارس 1880 في كونكورد - الوفاة 19 يناير 1941 في هوليوود، هو ممثل أمريكي بدأ مسيرته الفنية سنة 1917. ظهر في قرابة 145 فيلما. من أعماله أسمك من الماء.

## روابط خارجية
- ألان كافان على موقع IMDb (الإنجليزية)
- ألان كافان على موقع قاعدة بيانات الفيلم (الإنجليزية)